# Doumè
Doumè est l'un des quatorze arrondissements de la commune de Savalou dans le département des Collines au centre du Bénin.

## Géographie
L'arrondissement de Doumè est situé au centre du Bénin et compte 9 villages. Il s'agit de : 
- Abala
- Amou
- Afe-zoungo
- Doume-lakoun
- Felma
- Iroukou
- Kanaoun
- Koffe Agbala
- Lekpa.

## Démographie
Selon le recensement de la population de 2013 conduit par l'Institut national de la statistique et de l'analyse économique (INSAE), Doumè compte 24561 habitants.